# Bahnhof Pragal

Der Bahnhof Pragal liegt an der Linha do Sul in der Gemeinde Pragal im portugiesischen Distrikt Setúbal. Er befindet sich in Eigentum der Fertagus und wird von der Comboios de Portugal (CP) mit Fernverkehrszügen und von der Fertagus mit Nahverkehrszügen bedient.

## Geschichte
Der Bahnhof wurde am 30. Juli 1999 als eine von sechs neuen Stationen der Linha do Sul dem Verkehr übergeben, als diese von Pinhal Novo aus über den Ponte 25 de Abril zum Lissabonner Bahnhof Campolide verlängert wurde. Die Baukosten betrugen rund 26 Millionen Euro, und der Bahnhof wurde mit zahlreichen Skulpturen und einer Kachelverkleidung versehen. Seit 2004 wird er auch von Zügen der CP bedient, nachdem diese beschlossen hatte, ihre Züge der Linha do Sul – insbesondere die Fernzüge aus der Algarve – statt nach Barreiro, wo ein Übersetzen nach Lissabon per Tejo-Fähre nötig war, nun auch über die Fertagus-Strecke nach Lissabon zu führen. Jedoch enthält das CP-Angebot nur einige wenige Fernverkehrsverbindungen, der Regionalverkehr endet weiterhin in Barreiro beziehungsweise in Pinhal Novo. Im Herbst 2006 stießen dann noch neue Intercidades-Verbindungen zwischen Lissabon und dem Hinterland des Alentejo (Béja und Évora) hinzu.
2007 erhielt der Bahnhof Anschluss an die Metro Sul do Tejo (MST), welche ihn mit den Städten der Margem Sul do Tejo verbindet. Zwischen 2010 und 2011 waren die Intercidades-Verbindungen in den Alentejo wegen Bauarbeiten unterbrochen und wurden durch Direktbusse zwischen Lissabon und Évora beziehungsweise Béja via Ponte Vasco da Gama ersetzt. Mit der Wiederinbetriebnahme der Linha do Alentejo wurden zwei zusätzliche Zugspaare nach Évora eingeführt, dafür alle Direktzüge nach Béja gestrichen, die IC-Relation wurde auf den Laufweg Casa Branca–Béja verkürzt, mit Anschluss an den IC Lissabon–Évora.

## Lage und Bedeutung
Der Bahnhof liegt nahe dem südlichen Brückenkopf des Ponte 25 de Abril auf Gebiet der Gemeinde Pragal. Er bildet den Anschluss der Städte Cacilhas und Almada ans portugiesische Eisenbahnnetz und ist mit diesen per Bus und Metro Sul do Tejo verbunden. Ebenfalls ist die Faculdade de Ciências e Tecnologia der Neuen Universität Lissabon, welche auf dem Monte Caparica domiziliert ist, per MST erreichbar.
Durch seine Nähe zur Autobahn A2 ist er mit einem Park&Ride-Parkplatz für 1900 Autos versehen, welcher die Bewohner der Margem Sul do Tejo ermutigen soll, das Auto stehen zu lassen und stattdessen per Bahn nach Lissabon zu fahren, zumal der Ponte 25 de Abril sehr staugefährdet ist. Integriert in den Bahnhof ist noch ein Einkaufszentrum mit 40 Geschäften.

## Verkehr

### Eisenbahn
Comboios de Portugal
Die CP bedient den Bahnhof ausschließlich mit Fernverkehrszügen. Sie verkehren entweder über die Linha do Sul oder über die Linha do Alentejo, welche in Pinhal Novo die Linha do Sul kreuzt. Es halten Intercidades-Züge zweier Linien:
- Lissabon Oriente–Lissabon Entrecampos–Pragal–Pinhal Novo–Funcheira–Tunes–Faro[1]
- Lissabon Oriente–Lissabon Entrecampos–Pragal–Pinhal Novo–Vendas Novas–Casa Branca–Évora[2]

Die Alfa-Pendular-Züge zwischen Porto und der Algarve passieren den Bahnhof ohne Halt. 
Fertagus
Die Fertagus bedient den Bahnhof werktags im Zehn- bis Zwanzig-Minuten-Takt und an Wochenenden sowie Feiertagen ausschließlich im Dreißig-Minuten-Takt mit ihrer Verbindung Lissabon Roma-Areeiro–Coina, wobei durchschnittlich jeder dritte Zug bis Setúbal verlängert wird.

### Metro Sul do Tejo
Die Metro Sul do Tejo, eine Straßenbahn am Südufer des Tejo, verbindet den Bahnhof Pragal mit den Städten Cacilhas und Almada. Zwei der drei MST-Linien fahren über Pragal; die Haltestelle befindet sich beim Empfangsgebäude auf der Avenida Torrado de Silva:
- Linie 2: Bahnhof Pragal–Ramalha–Corroios
- Linie 3: Universidade–Monte de Caparica–Pragal–Ramalha–Almada–Cacilhas

### Busverkehr
Den Busverkehr ab Pragal in die umliegenden Städte und Gemeinden übernimmt die DB/Arriva-Tochter Transportes Sul do Tejo alleine und in Zusammenarbeit mit Fertagus, die unter dem Namen SulFertagus vermarktet wird und ihr Hauptaugenmerk auf die Zubringerdienste zur Fertagus gelegt hat.